# Жозеф-Монроз, Стивен
Стивен Жозеф-Монроз (фр. Steven Joseph-Monrose; 20 июля 1990, Бонди, Франция) — французский футболист, нападающий клуба «Газелек».

## Карьера

### Клубная
Стивен Жозеф-Монроз — воспитанник клуба «Ланс». Дебютировал в основном составе клуба 13 октября 2008 года в матче Лиги 2 против «Генгама», заменив во втором тайме Сиди Кейта.
По итогам сезона «Ланс» вернулся в Лигу 1 и 9 августа 2009 года в матче против «Бордо» Жозеф-Монроз впервые сыграл в матче сильнейшей лиги Франции.
До конца 2009 года нападающий сыграл за «Ланс» ещё один матч и вторую половину сезона провёл на правах аренды в клубе Лиги 2 «Шатору». Выступая за «Шатору» Монроз забил первый гол в своей профессиональной карьере (29 января 2010 года в ворота «Кана»).
Вернувшись в «Ланс», нападающий сыграл 10 матчей в чемпионате 2010/11 и по окончании сезона перешёл в бельгийский «Кортрейк». В чемпионате Бельгии провёл первый матч 30 июля 2011 года против «Льерса». 13 августа 2011 года Жозеф-Монроз забил первый в своей карьере гол в лиге Жюпиле (в матче против «Серкль Брюгге» с передачи Пабло Чаваррии).
Всего за сезон в «Кортрейке» нападающий сыграл в различных турнирах 44 матча и забил 11 голов.
Летом 2012 года Стивен Жозеф-Монроз перешёл в «Генк». Впервые сыграл за новый клуб 29 июля 2012 года, а 18 августа того же года поразил ворота «Льерса» с передачи Фабьена Камю.
2 августа 2012 года матчем против «Актобе» Жозеф-Монроз дебютировал в лиге Европы. В этом же матче нападающий забил свой первый гол на турнире.

### В сборной
Стивен Жозеф-Монроз выступал за юношеские сборные Франции различных возрастов. В составе юношеской сборной (до 19 лет) принимал участие в отборочном турнире к чемпионату Европы.
В составе молодёжной сборной страны участвовал в отборочном турнире к чемпионату Европы—2013, в рамках которого провёл 4 матча и забил 2 гола (по одному в обоих матчах против Латвии).

## Достижения
«Кортрейк»
- Финалист Кубка Бельгии: 2011/12

«Генк»
- Обладатель Кубка Бельгии: 2012/13

«Габала»
- Обладатель Кубка Азербайджана: 2018/19

## Статистика
| Клуб                | Сезон   | Национальный чемпионат | Национальный чемпионат | Национальный чемпионат | Национальные кубки и плей-офф | Национальные кубки и плей-офф | Континентальные кубки | Континентальные кубки | Всего | Всего |
| Клуб                | Сезон   | Лига                   | Игры                   | Голы                   | Игры                          | Голы                          | Игры                  | Голы                  | Игры  | Голы  |
| ------------------- | ------- | ---------------------- | ---------------------- | ---------------------- | ----------------------------- | ----------------------------- | --------------------- | --------------------- | ----- | ----- |
| Ланс                | 2008/09 | Лига 2                 | 3                      | 0                      | 1                             | 0                             | 0                     | 0                     | 4     | 0     |
| Ланс                | 2009/10 | Лига 1                 | 2                      | 0                      | 0                             | 0                             | 0                     | 0                     | 2     | 0     |
| Ланс                | 2010/11 | Лига 1                 | 10                     | 0                      | 0                             | 0                             | 0                     | 0                     | 10    | 0     |
| Всего за «Ланс»     |         |                        | 15                     | 0                      | 1                             | 0                             | 0                     | 0                     | 16    | 0     |
| Шатору              | 2009/10 | Лига 2                 | 8                      | 1                      | 0                             | 0                             | 0                     | 0                     | 8     | 1     |
| Всего за «Шатору»   |         |                        | 8                      | 1                      | 0                             | 0                             | 0                     | 0                     | 8     | 1     |
| Кортрейк            | 2011/12 | Жюпиле                 | 27                     | 6                      | 17                            | 5                             | 0                     | 0                     | 44    | 11    |
| Всего за «Кортрейк» |         |                        | 27                     | 6                      | 17                            | 5                             | 0                     | 0                     | 44    | 11    |
| Генк                | 2012/13 | Жюпиле                 | 9                      | 2                      | 0                             | 0                             | 5                     | 1                     | 14    | 3     |
| Всего за «Генк»     |         |                        | 9                      | 2                      | 0                             | 0                             | 5                     | 1                     | 14    | 3     |
| Всего               |         |                        | 59                     | 9                      | 18                            | 5                             | 5                     | 1                     | 82    | 15    |